# マレー・バーンソン・エメノー
マレー・バーンソン・エメノー（英: Murray Barnson Emeneau、1904年2月28日 - 2005年8月29日）は、カナダ出身のアメリカ合衆国の言語学者、インド学者。ドラヴィダ語族の諸言語の研究でとくに知られる。

## 経歴
エメノーはノバスコシア州ルーネンバーグで生まれた。ダルハウジー大学で古典学を学び、1923年に卒業した。その後はオックスフォード大学ベリオール・カレッジを経て、1926年からイェール大学に移り、大学でラテン語を教えながらフランクリン・エジャートンとエドガー・ハワード・スターティヴァントの下でサンスクリットとインド・ヨーロッパ語族の比較言語学を学んだ。1931年にサンスクリット研究『ジャンバラダッタ本ヴェーターラ・パンチャヴィンシャティの研究』をイェール大学に提出して博士の学位を得た。
しかし、1929年にはじまった世界恐慌によって職が得られなかったため、その後もイェール大学に残ってエドワード・サピアの下で最新の言語学を学んだ。サピアの勧めで1936年に南インドにわたり、ドラヴィダ語族の無文字言語であるトダ語、コータ語、コダヴァ語、コラーミー語、バダガ語およびブラーフーイー語などの調査を3年間にわたって行った。
1939年のバダガ語の音声に関する論文で、強弱2段階のそり舌母音の音韻的区別を認めた。きわめて珍しい区別であったために多くの学者はこれを疑問としたが、のちに音声学者のピーター・ラディフォギッドが再調査して、区別はほとんど失われているが、何人かの話者はまだ実際に区別していることを確認した。ラディフォギッドはエメノーによるトダ語の音声の記述についても確認している。
1940年にカリフォルニア大学バークレー校の古典学部でサンスクリットと一般言語学の助教の職を得た。1943年に準教授、1946年に教授に昇任した。第二次世界大戦中の1943年から1945年にかけて、アメリカ陸軍の軍事専門訓練プログラムの援助によって、バークレーでは東南アジア諸言語の研究・教育を行った。エメノーはベトナム語を担当した。
戦後は、1949年にアメリカ言語学会の会長、1954年にはアメリカ東洋学会の会長をつとめた。1953年、エメノーは言語学部の初代の主任を務めており(1958年まで)、マリー・ハースとともにカリフォルニア大学バークレー校にカリフォルニア・インディアン諸語調査と言語学部の設立を訴えた。1971年、カリフォルニア大学バークレー校を退官。2005年にバークレーで没した。101歳だった。

## 研究内容・業績
- 1949年からオックスフォード大学のトーマス・バローと共同で『ドラヴィダ語語源辞典』の編纂作業を行った。辞典は1961年に初版、1984年に改訂版が出版された。
- 1956年の論文「言語圏としてのインド」[8]で、音声・語彙・形態などさまざまな特徴が異なる語族の間で単なる表面的な借用を越えて伝播する「言語圏」という考えを提出した。

## 主要な著書
- Kota texts. University of California Press. (1944-1946)（全4巻）
- Studies in Vietnamese (Annamese) Grammar. University of California Press. (1951)（ベトナム語のヴィン、ナムディン方言の詳しい記述を含む）
- Kolami: A Dravidian Language. University of California Press. (1955)
- Dravidian Etymological Dictionary. Oxford: Clarendon Press. (1961)（バローと共著、DEDと略称される。1984年の改訂版をDEDRと略称する）
- Dravidian Borrowings From Indo-Aryan. Berkeley: University of California Press. (1962)（バローと共著）
- Dravidian Linguistics, Ethnology and Folktales: Collected Papers. Annamalainagar: Annamalai University. (1967)
- Anwar S. Dil, ed (1980). Language and Linguistic Area: Essays. Stanford University Press. ISBN 0804710473（言語学論文集）
- Toda Grammar and Texts. Philadelphia: American Philological Society. (1984). ISBN 0871691558
- B. A. van Nooten, ed (1988). Sanskrit Studies of M. B. Emeneau: Selected Papers. University of California. ISBN 0944613020（サンスクリット関係の論文集）
- Bh. Krishnamurti, ed (1994). Dravidian Studies: Selected Papers. Delhi: Motilal Banarsidass. ISBN 8120808584（ドラヴィダ語族関係の論文集）